# Fopp
Fopp — другий мініальбом американського гурту Soundgarden, що вийшов у серпні 1988 року, продюсер — Стів Фіск.

## Опис
Мініальбом Fopp це другий альбом гурту Soundgarden. На цьому записі, була тільки одна пісня групи, «Kingdom of Come». Інші пісні охоплює — «Fopp» по гравцях Огайо і «Swallow My Pride», спочатку записана групою Green River. Альбом був записаний в 1988 році, Мур театрі у Сієтлі, штат Вашингтон, був відповідальний за виробництво Стів Фіск. «Fopp» вийшов 1990 року, а збірник з першого мініальбому, Screaming Life — роком раніше.

## Треклист
| #  | Назва                            | Тривалість |
| -- | -------------------------------- | ---------- |
| 1. | «Fopp»                           | 3:37       |
| 2. | «Fopp (Fucked Up Heavy Dub Mix)» | 6:26       |
| 3. | «Kingdome of Come»               | 2:35       |
| 4. | «Swallow My Pride»               | 2:18       |

## Розробники
- Кріс Корнелл - вокал, гітара
- Кім Таїл - гітара
- Кім Таїл - бас
- Метт Кемерон - барабани